# Хустиниано, Леонель
Леоне́ль Хустиниа́но Ара́ус (исп. Leonel Justiniano Arauz; родился 2 июля 1992 года, Санта-Крус-де-ла-Сьерра, Боливия) — боливийский футболист, полузащитник клуба «Боливар» и сборной Боливии.

## Клубная карьера
Хустиниано — воспитанник клуба «Боливар». 27 ноября 2011 года в матче против «Реал Потоси» он дебютировал в чемпионате Боливии. 4 ноября 2012 года в поединке против «Петролеро» Леонель забил свой первый гол за «Болиар». Летом 2014 года Хустиниано на правах аренды перешёл в «Насьональ» из Потоси. 11 августа в матче против «Блуминг» он дебютировал за новую команду. 31 августа в поединке против «Петролеро» Леонель забил свой первый гол за «Насьональ». Летом 2015 года Хустиниано вернулся в Боливар. В составе клуба он 4 раза выиграл чемпионат.
Летом 2019 года Хустиниано перешёл в «Хорхе Вильстерманн». 8 августа в матче против «Блуминга» он дебютировал за новую команду.

## Международная карьера
23 марта 2017 года в отборочном матче Чемпионата мира 2018 против сборной Колумбии Хустиниано дебютировал за сборную Боливии.
В 2019 году Хустиниано попал в заявку на участие в Кубке Америки в Бразилии. На турнире он сыграл в матчах против сборных Бразилии, Венесуэлы и Перу. В поединке против венесуэльцев Леонель забил свой первый гол за национальную команду.

### Голы за сборную Боливии
| #   | Дата         | Место                             | Противник | Счёт | Результат | Соревнование       |
| --- | ------------ | --------------------------------- | --------- | ---- | --------- | ------------------ |
| 01. | 22 июня 2019 | Минейран, Белу-Оризонти, Бразилия | Венесуэла | 1:2  | 1:3       | Кубок Америки 2019 |

## Достижения
Командные
 «Боливар»
- Победитель чемпионата Боливии (4) — Клаусура 2013, Апертура 2017, Клаусура 2017, Апертура 2019